# Dark Horse (2005)
Dark Horse (dänischer Originaltitel: Voksne mennesker) ist eine dänisch-isländische Tragikomödie des Filmemachers Dagur Kári aus dem Jahr 2005.

## Handlung
Daniel ist ein Außenseiter und lebt in Kopenhagen. Sein weniges Geld verdient er, indem er Liebesbotschaften in Auftragsarbeit an öffentliche Hauswände sprüht. Sein rechthaberischer Freund Roger, genannt Opa, arbeitet als Hilfskraft in einem Schlaflabor und investiert seine Freizeit in eine Fußballschiedsrichter-Ausbildung. Opa schwärmt für Franc, die in einer Bäckerei arbeitet. Aufgrund seiner Schüchternheit schafft er es jedoch nicht, sie anzusprechen.
Als er es endlich doch wagen will, steht Franc berauscht von psychedelischen Pilzen im Laden. Opa verliert die Nerven und flüchtet, Daniel jedoch bringt sie nach Hause und kommt einige Tage später noch einmal vorbei, um sich nach ihrem Befinden zu erkundigen. Nach einem erneuten Treffen mit Franc in einem Café wird ihm bewusst, dass er verliebt ist und sprüht fortan eigene Liebesbotschaften an Wände.
Bei einem neuen Auftrag geht er der Polizei in die Falle und wird zu einer Bewährungsstrafe verurteilt. Nachdem er seine Wohnung verlassen musste, stellt er sich in Opas Schlaflabor für einen Langzeitversuch zur Verfügung, um zumindest ein Bett zu haben.
Eines Tages wird klar, dass Franc von Daniel schwanger ist. Daniel flüchtet nach Spanien, da er sich der Aufgabe, Vater zu sein, nicht gewachsen sieht. Als er zurückkehrt, bringt er Franc zur Abtreibung in eine Klinik. Auf dem Weg dorthin wird ihm in einem Moment der Klarheit jedoch plötzlich bewusst, dass es an der Zeit ist, Verantwortung zu übernehmen und entscheidet sich gegen die Abtreibung.

## Stil
Der gesamte Film ist in Schwarz-weiß gedreht. Lediglich die Szene, in der Daniel auf dem Weg zur Abtreibungsklinik beim Warten an der Knippelsbro Franc anschaut, ist farbig gehalten, wodurch die Besonderheit des Moments dem Zuschauer besonders deutlich ins Auge sticht.

## Kritiken
„Dass die Handlung des Films sehr vorhersehbar verläuft, ist da leicht zu verschmerzen, dass die Figur des Opa etwas zu lächerlich gerät und von Nicolas Bro auch nicht so überzeugend verkörpert wird wie Daniel und Francesca von Jacob Cedergren und Tilly Scott Pedersen, nur ein bisschen ärgerlich. Zumal „Dark Horse“ viel mehr ist als bloß stilvolle Oberfläche. Seine Aufnahmen zeigen beeindruckende Einsichten in die Innenwelten seiner Figuren und lassen den Zuschauer ihr Handeln nachvollziehbarer erscheinen, als es umständlich in die Dialoge gepackte Erklärungen könnten.“

„Die mit sympathischen Antihelden bevölkerte Tragikomödie findet schrittweise zu einem zart schwebenden Rhythmus und öffnet sich dabei für meditative Ruhemomente. Mit augenzwinkerndem Humor erzählt, entwickelt der Film seine Geschichte in einzelnen, klar voneinander abgetrennten Kapiteln.“